# Batalha do Cabo Ecnomo
A Batalha do Cabo Ecnomo foi travada em 256 a.C. entre as armadas romana e cartaginesa frente ao cabo Ecnomo (atualmente chamado Poggio di Sant'Angelo, Sicília) durante a Primeira Guerra Púnica, com importante vitória de Roma. Devido ao número de barcos e tripulação empregue (ao redor de 100 remeiros e 150 soldados por navio), esta batalha foi a maior batalha naval da Antiguidade e, segundo opiniões, a maior da História.

## Prelúdio
Depois da conquista de Agrigento pela República Romana, esta decidiu construir uma frota capaz de ameaçar a supremacia cartaginesa no mar Mediterrâneo. A desvantagem inicial romana na experiência na guerra naval via-se compensada pelo uso do corvo para a abordagem. O resultado foi uma série de vitórias navais romanas em batalhas como a de Milas, que inspiraram os romanos sobre uma possível tentativa de invasão das terras cartaginesas ao norte da África.
Contudo, uma operação de tal envergadura precisava uma enorme quantidade de naves que permitissem transportar as legiões e todo o seu equipamento e provisões para terras africanas. Além disso, e para complicar o problema logístico, a frota cartaginesa patrulhava as costas da Sicília, obrigando a que o transporte fosse realizado em naves de caráter militar como os trirremes ou quinquerremes, com pouco espaço para a carga. Por tudo isso, Roma construiu uma grande frota, de cerca de 200 naves, que permitissem cruzar o mediterrâneo com segurança, e os dois cônsules desse ano, Marco Atílio Régulo e Lúcio Mânlio Vulsão Longo, foram eleitos para dirigi-la.
Contudo, os cartagineses não estavam dispostos a permitir que esta ameaça se tornasse realidade, e enviaram uma frota de envergadura similar para interceptar os romanos. Ao comando da sua frota enviaram os generais Hanão II, o Grande e Amílcar, o vencedor da batalha de Drépano (diferente de Amílcar Barca).

## Batalha
Naquele então, as táticas navais da República Romana melhoraram muito. A sua frota avançou rente à costa da Sicília em formação de batalha, com as naves militares agrupadas em três esquadrões. Os esquadrões I e II estavam diretamente controlados por cada um dos dois cônsules, e marcavam o ritmo da marcha colocados em forma de cunha. O grupo de naves de transporte colocou-se atrás de eles e o terceiro esquadrão cobria a retaguarda, adicionando maior proteção à formação.
A frota de Cartago, no comando de Amílcar e Hanão II, o Grande foi enviada para interceptar a frota de desembarque romana que transportava as tropas dos dois cônsules. Ambas as frotas encontraram-se na costa sul da Sicília, na costa do cabo Ecnomo. A formação de batalha cartaginesa inicial era a tradicional formação em linha, com Amílcar no centro e os dois flancos ligeiramente adiantados. Ao comando do flanco direito encontrava-se Amílcar.
Enfrentando-se diretamente com o inimigo, a frente romana avançou contra o centro da linha cartaginesa. O almirante Amílcar, nesse momento, fingiu uma retirada para permitir a aparição de um oco entre a vanguarda romana e as naves de transporte, que eram o verdadeiro objetivo do confronto militar. Após esta manobra, os dois flancos cartagineses avançaram contra a coluna deixada para trás e atacaram desde os flancos para evitar que os romanos usassem o corvo para abordarem as suas naves. Os transportes foram empurrados para a costa siciliana e os reforços tiveram de entrar  em batalha para se enfrentar ao ataque de Hanão.
O centro da linha cartaginesa foi finalmente derrotado após uma longa luta, e acabou fugindo do campo de batalha. Então, os dois esquadrões romanos da frente viraram para ajudar. O primeiro esquadrão, dirigido por Lúcio Mânlio Vulsão Longo, perseguiu a ala esquerda, que estava acossando os transportes, e o esquadrão de Marco Atílio Régulo lançou um ataque combinado com o terceiro esquadrão contra Hanão. Sem o apoio do restante da sua frota, os cartagineses sofreram uma severa derrota, sendo a metade de sua frota capturada ou afundada.

## Feitos posteriores
Após a batalha, os romanos tomaram terra na Sicília para efetuar as reparações e para que as tripulações pudessem descansar. As proas dos barcos capturados aos cartagineses foram enviadas para Roma para enfeitar as rostra do fórum romano, de acordo com a tradição iniciada após a batalha de Milas. Não muito mais tarde, o exército romano tomou terra em Cartago e começou a operação punitiva contra o seu inimigo, liderada por Marco Atílio Régulo. As seguintes batalhas da Primeira Guerra Púnica travar-se-iam, portanto, em terras cartaginesas, com vitórias em ambas as partes.
Marco Atílio Régulo viria ser derrotado pelo espartano Xantipo, no comando do exército cartaginês, na batalha de Tunes